# Cratere Rosseland
Rosseland è un cratere lunare di 67,66 km situato nella parte sud-occidentale della faccia nascosta della Luna.